# Carrozzeria Ghia
Die Carrozzeria Ghia SpA ['gia] (nicht ['dʒia]) ist ein italienisches Designbüro, das auf den Entwurf von Designstudien und Prototypen von Kraftwagen spezialisiert ist. Bis in die 1960er-Jahre hinein fertigte Ghia auch komplette Automobilkarosserien in Kleinserie, die vereinzelt auch unter eigenem Markennamen vertrieben wurden. Im deutschsprachigen Raum wurde das Unternehmen vor allem durch den VW Karmann-Ghia bekannt. Nachdem Ghia einige Jahre lang enge Beziehungen zu Chrysler unterhalten hatte, gehört das Unternehmen seit 1970 zum Ford-Konzern, der hier die erste Serie des Kompaktwagens Fiesta konzipieren ließ. Lange Jahre nutzte Ford den Namen Ghia darüber hinaus als Bezeichnung für besonders hochwertige Ausstattungsvarianten seiner Großserienmodelle.

## Unternehmensgeschichte

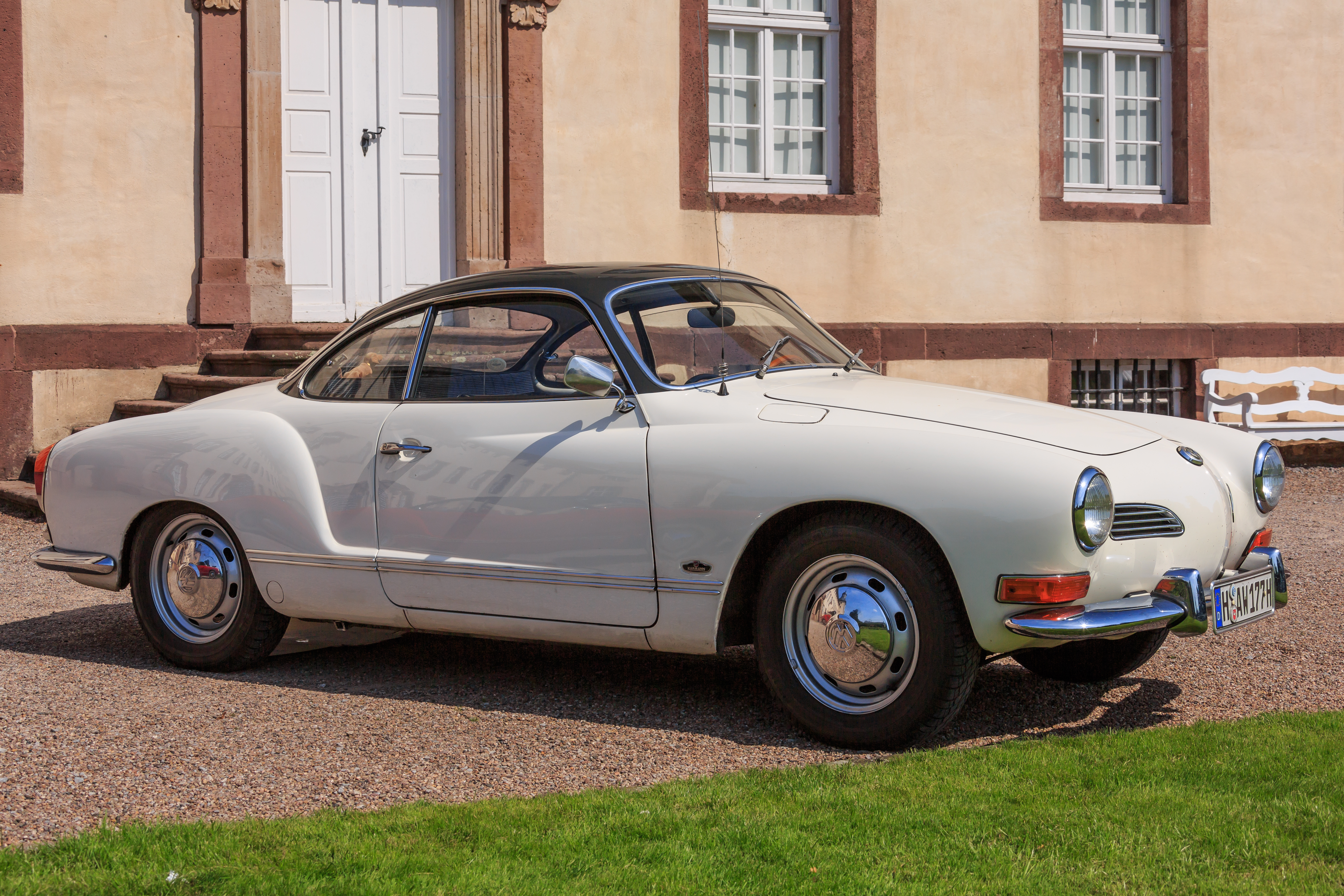
VW Karmann-Ghia

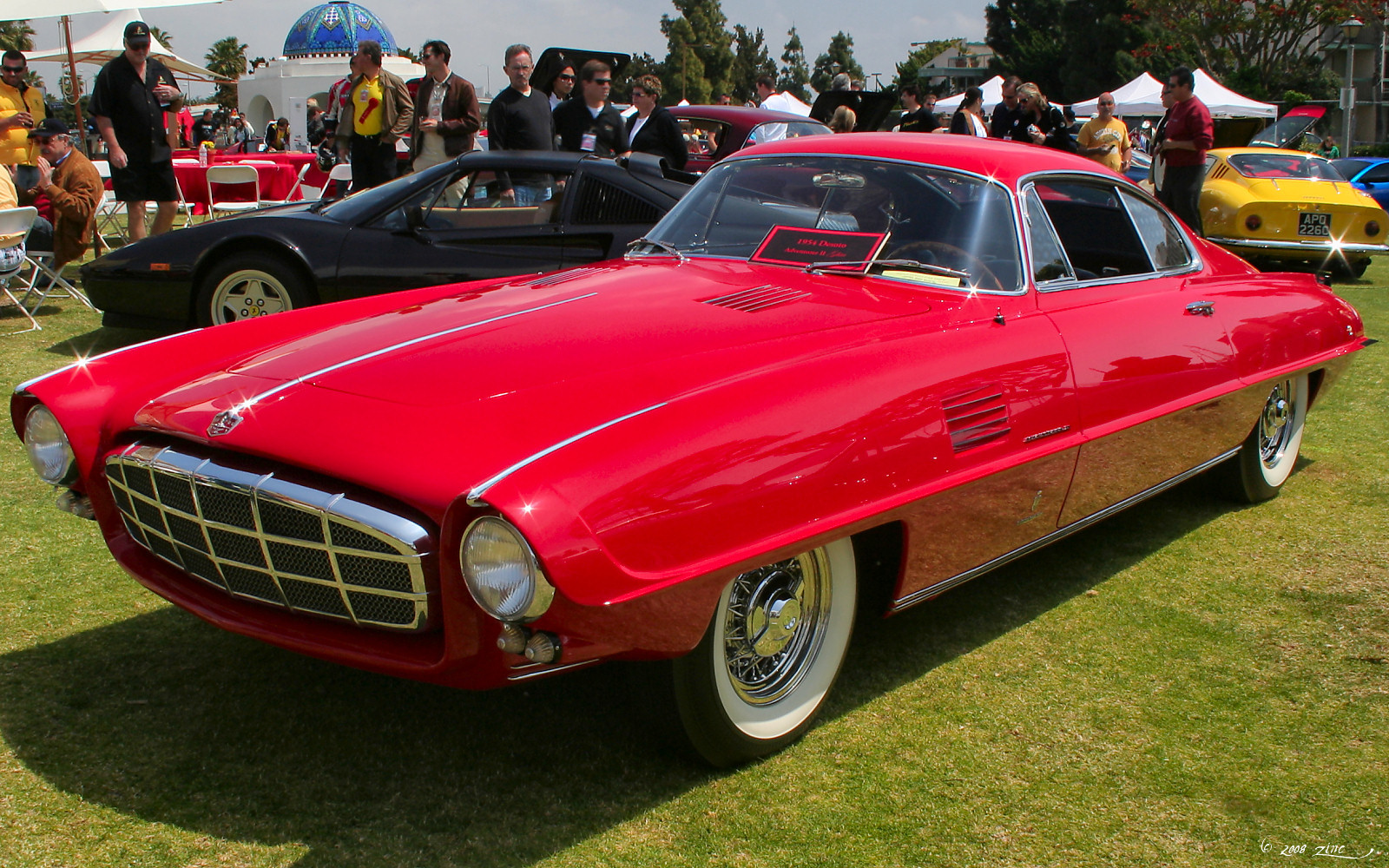
Dream Car DeSoto Adventurer II von Ghia (1954)

Die Carrozzeria Ghia wurde 1916 (nach anderen Quellen: 1915 oder 1921) von Giacinto Ghia in Turin gegründet. Ghia leitete das Unternehmen bis zu seinem Tod 1944. Im gleichen Jahr übernahmen Felice Mario Boano und Giorgio Alberti die Anteilsmehrheit. 1951 wurde Luigi Segre von Boano als neuer Geschäftsführer in die Firma aufgenommen. Segre befürwortete und forcierte Ghias Ausrichtung auf amerikanische Konzerne, während Boano die Carrozzeria vor allem als Zulieferer und Dienstleister für die italienische Automobilindustrie etablieren wollte. Da sich die Meinungsverschiedenheiten über die Zukunft Ghias nicht beilegen ließen, verließ Boano das Unternehmen 1954 und gründete mit der Carrozzeria Boano ein eigenes Karosseriestudio. Später arbeitete er für Fiats eigenes Centro Stile. Segre übernahm daraufhin die Carrozzeria Ghia vollständig und blieb deren Inhaber bis zu seinem Tod 1963.
Anfang bis Mitte der 1950er-Jahre erlebten diejenigen italienischen Karosseriebauunternehmen einen raschen Aufschwung, die finanziell und organisatorisch in der Lage waren, größere Fertigungsanlagen aufzubauen, um den Wechsel von einer handwerklichen Einzelfertigung auf eine industrielle Kleinserienfertigung zu vollziehen. Ghias Konkurrenten Bertone und Pininfarina hatten in den Außenbezirken Turins bereits neue, große Fabriken bezogen und profitierten von Fertigungsaufträgen von Alfa Romeo und Fiat. Unter Führung von Segre versuchte nun auch Ghia, die Fertigungskapazitäten schrittweise auszuweiten.
Im Jahr 1954 erwarb Ghia das konkurrierende Turiner Unternehmen Carrozzeria Stabilimenti Monviso. Der Zukauf umfasste auch das Unternehmen Societa Apparecchi O.S., das als Zulieferer für die Automobilindustrie sowie als Hersteller von Stationärmotoren tätig war. In der Folge verlegte Ghia seinen Firmensitz von der Via Tommaso Grosso in die größeren Monviso-Gebäude am Corso Unione Sovietica, 75. Schon bald zeigte sich, dass die Produktionskapazitäten mit diesem Schritt nicht ausreichend erweitert werden konnten. Segre entschied daher, neue, deutlich größere Fertigungshallen am Stadtrand Turins an der Via Agostini da Montefeltro, 5 zu errichten, die ab 1957 bis zum Unternehmensende als Firmensitz dienten.
Parallel kam es unter der Leitung Segres zu einer Zusammenarbeit mit Pietro Frua. Im Sommer 1957 übernahm Ghia die Carrozzeria Pietro Frua. Ghia wollte den etablierten Namen Frua für einzelne Kreationen nutzen, die mit dem bisherigen Profil der Marke Ghia nicht kompatibel waren. Zu dem Geschäft gehörte auch die Ernennung Pietro Fruas zu Ghias Designchef. Unter Fruas Ägide entstand bei Ghia unter anderem der Entwurf für die Karosserie des Renault Floride. Über die Urheberschaft des Designs kam es zwischen Luigi Segre und Pietro Frua zu Streitigkeiten, in deren Folge Frua die Carrozzeria Ghia wieder verließ und sich in Turin mit dem Studio Tecnico Pietro Frua erneut selbständig machte.
Ende der 1950er-Jahre bestand ein Bedarf nach noch größeren Produktionskapazitäten und gegenüber dem Ghia-Grundstück befand sich an der Via Agostino da Montefeltro, 10-12-14 eine alte, aufgegebene Munitionsfabrik. Segre sah die Möglichkeit, die Karosseriefertigung dort auf fünfstellige Stückzahlen pro Jahr zu erhöhen. Allerdings verfügte das Unternehmen Ghia zu dieser Zeit nicht über ausreichende Mittel, ein solches Werk allein aufzubauen. So kam es 1960 zur Gründung des Unternehmens Officine Stampaggi Industriali (O.S.I.) S.p.A., an dem Ghia in Person von Luigi Segre und der Industrielle Arrigo Olivetti über eines seiner Unternehmen, den Automobilzulieferer und Felgenhersteller Fergat S.p.A., je zur Hälfte beteiligt waren. Das Ghia-Tochterunternehmen Societa Apparecchi O.S. wurde zu diesem Zweck zu O.S.I. umgewandelt.
Neben der Fertigung von immer größeren Stückzahlen an Serienfahrzeugen beschäftigte Ghia weiterhin eigene Fahrzeuggestalter und arbeitete mit namhaften externen Designern zusammen, um auf den großen Automobilmessen regelmäßig Aufsehen erregende Einzelstücke zu präsentieren. Zu diesem Zweck unterhielt das Unternehmen auch eine eigene Prototypenabteilung. Aus Kapazitätsgründen wurden Einzelaufträge aber auch immer wieder an kleinere unabhängige, in handwerklichem Stil arbeitende Unternehmen vergeben wie beispielhaft die Prototypen-Werkstatt der Brüder Basano; hieraus entstand 1962 die Carrozzeria Sibona-Basano, als sich der Ghia-Mitarbeiter Pietro Sibona mit den Basano-Brüdern zusammenschloss.
Einen schweren Einschnitt in der Geschichte des Unternehmens Ghia bedeutete der Tod von Luigi Segre im Februar 1963 im Alter von 44 Jahren. Er starb im Zusammenhang mit einer Blinddarmoperation, der er sich unmittelbar nach seiner Rückkehr von einem beruflichen USA-Aufenthalt unterzogen hatte. In der Folge übernahm Olivetti über Fergat den Ghia/Segre-Anteil an O.S.I. und Ghia konzentrierte sich unter neuer Leitung auf die früheren Kernbereiche des Automobildesigns sowie den Bau automobiler Einzelstücke und kleinerer Serien.
Vor diesem Hintergrund verlief die Zeit zwischen 1963 und 1966 für Ghia unruhig. Im Jahr 1966 erwarb schließlich ex-General Ramfis Trujillo (1929–1969, eigentlich Rafael Leónidas Trujillo Martínez) das Unternehmen. Er war als ältester und adoptierter Sohn des 1961 ermordeten Diktators der Dominikanischen Republik, Rafael Trujillo und hielt sich als dessen ehemaliger Militärmachthaber im spanischen Exil auf. Eine einzelne Quelle nennt alternativ Leonidas Ramades Trujillo (1942–1994) als Käufer. Er war ein Sohn Rafael Trujillos aus dessen dritter Ehe. Bereits 1967 stand die Carozzeria wieder zum Verkauf. Neuer Eigentümer wurde der argentinische Unternehmer Alejandro de Tomaso, der bereits seit den späten 1950er-Jahren in Italien mit De Tomaso bzw. der Scuderia De Tomaso Renn- und Sportwagen herstellte. Auch De Tomaso gelang es nicht, Ghia profitabel zu betreiben. 1970 verkaufte de Tomaso die Carrozzeria an den US-amerikanischen Ford-Konzern, der seitdem Inhaber des Unternehmens und der Markenrechte ist.

## Ghias Designer
Bekannte Designer der Carrozzeria Ghia waren Mario Felice Boano, Luigi Segre, Giovanni Savonuzzi, Pietro Frua, Giorgetto Giugiaro und Tom Tjaarda.

## Ghias Fahrzeuge

### Die Anfänge
In den 1920er-Jahren machte sich die Carrozzeria Ghia einen Namen als Karosserier von extravaganten Fahrzeugen, deren Chassis von Alfa Romeo, Fiat und Lancia stammten. In den 1920er-Jahren entstanden zahlreiche Leichtmetallkarosserien, die von den Kunden auch bei Automobilsportveranstaltungen wie der Mille Miglia eingesetzt wurden.

### Ausrichtung nach Amerika: Dream Cars und Kleinstserien
Nach dem Zweiten Weltkrieg suchte Ghia die US-amerikanischen Großserienhersteller als Zielgruppe, da der italienische Markt für kostspielige Studien zunächst nicht aufnahmefähig genug war. Ab 1950 ergab sich, vermittelt durch den Designer Virgil Exner, eine Geschäftsbeziehung zum Chrysler-Konzern, die bis in die 1960er-Jahre hinein Bestand hatte. Ghia fertigte zahlreiche Ausstellungsfahrzeuge (Dream Cars) für Chrysler. Aus einigen von ihnen entwickelten sich Kleinserienmodelle, die bei Ghia gefertigt und teilweise unter eigenem Namen vertrieben wurden.

#### Chrysler

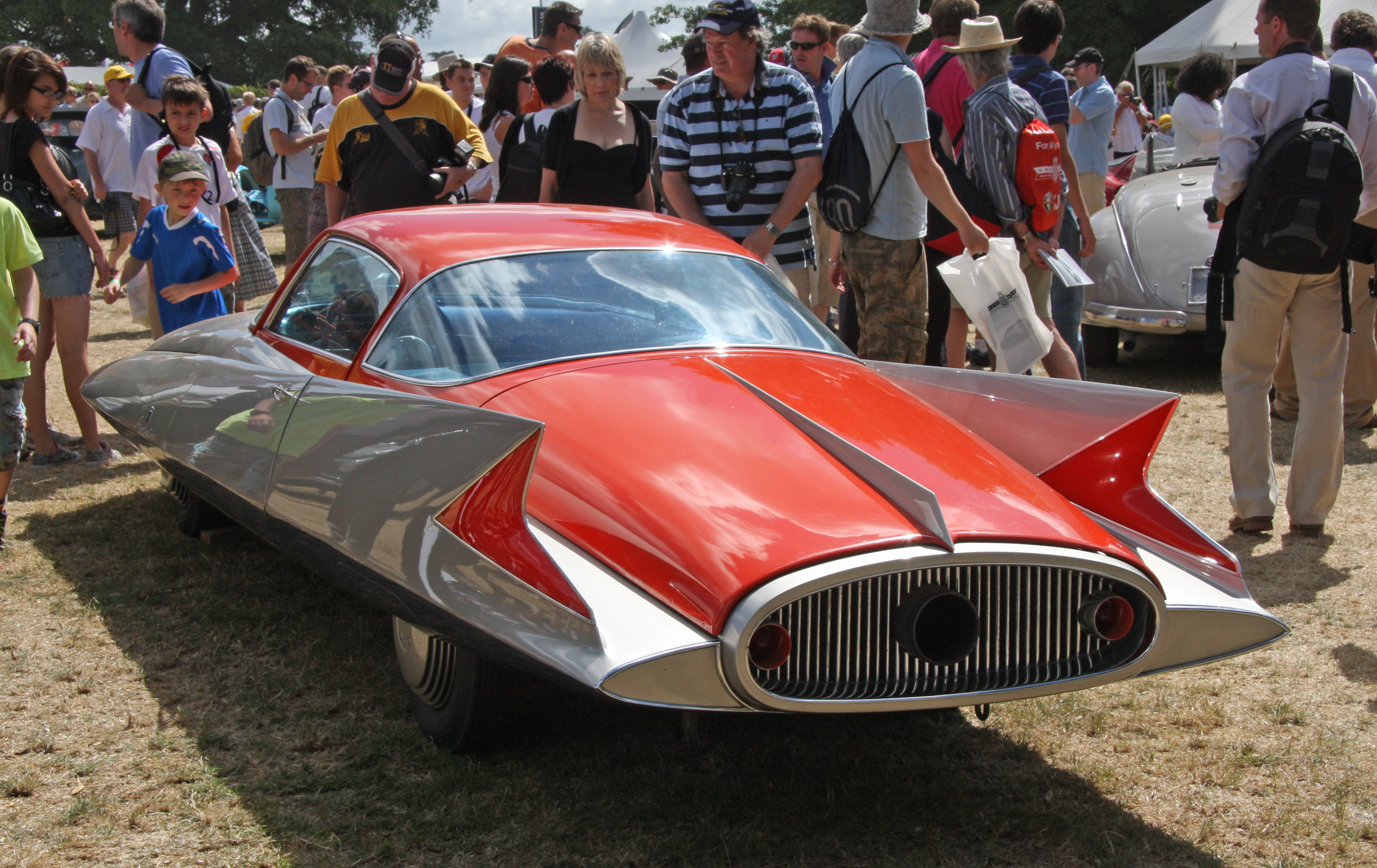
Ghia Gilda (1955)

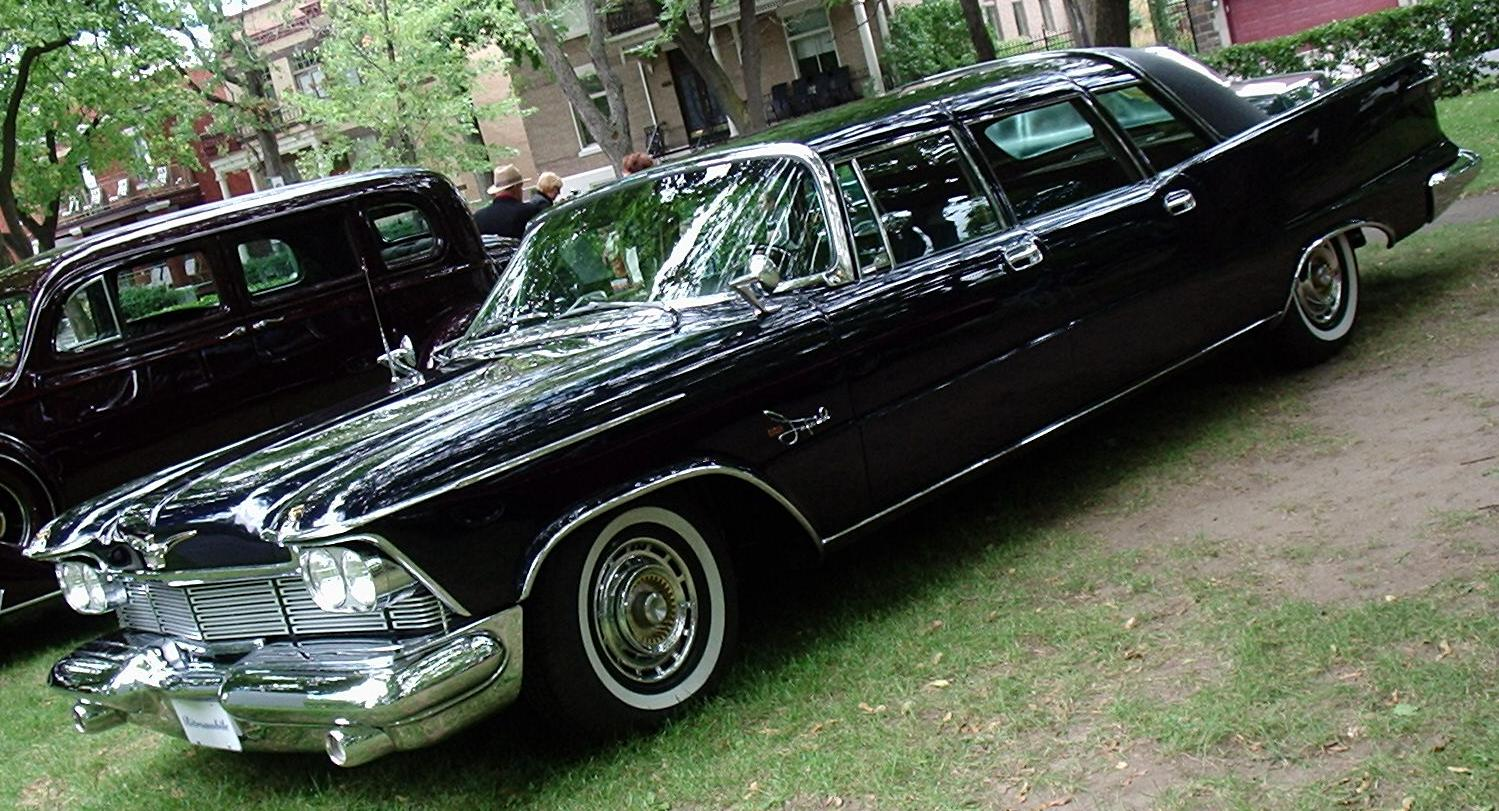
Bei Ghia gefertigte Kleinstserie: Crown Imperial Limousine (1958)

Das erste Show Car, das Ghia für Chrysler fertigte, war der Plymouth XX500 von 1950, eine von Boano gestaltete Fließhecklimousine im Ponton-Stil. Ghia stand seinerzeit in Konkurrenz zu Pininfarina, der sich ebenfalls um eine Beziehung zu Chrysler bemühte. Chrysler zog aber Ghia vor, weil deren Arbeiten weit kostengünstiger waren. Bis 1959 schlossen sich zahlreiche weitere Konzeptfahrzeuge für alle Marken des Chrysler-Konzerns an, wobei Ghia vielfach die Entwürfe Exners aufgriff und im Detail verfeinerte. Zu den bekanntesten Dream Cars dieser Ära gehörten der Chrysler Norseman, der Chrysler Plainsman und der Plymouth Explorer (1953), der im Profil und in diversen Details die Linien des ab 1955 in Großserie gefertigten Karmann-Ghia vorwegnahm. Eine herausragende Kreation war der Ghia Gilda von 1955, dessen Bezeichnung an den gleichnamigen Spielfilm mit Rita Hayworth erinnerte. Der Gilda war ein im Turiner Windkanal entwickeltes keilförmiges Coupé mit Klappscheinwerfern und hohen Heckflossen, das Giovanni Savonuzzi im Chrysler-Auftrag, allerdings ohne Beteiligung Exners gestaltete. Konzeptionell für die Aufnahme einer Gasturbine ausgelegt, war der Gilda tatsächlich mit einem OSCA-Vierzylindermotor ausgestattet. Stilistisch nahm er die Entwicklung der Heckflossen in den späten 1950er-Jahren vorweg.
Von einigen dieser Dream Cars fertigte Ghia kleine Serien, die an europäische und amerikanische Kunden verkauft wurden. Das galt unter anderem für den Chrysler Ghia Special GS-1 von 1954, von dem 400 Exemplare über die Société France Motors verkauft wurden.
Die Verbindung zu Chrysler bestand bis in die 1960er-Jahre hinein. In dieser Zeit fertigte Ghia regelmäßig die Crown Imperial Limousine, ein Repräsentationsfahrzeug auf der Basis der zweiten Generation von Chryslers Spitzenmarke Imperial. Insgesamt 132 Limousinen auf verlängertem Radstand. Nach Auslaufen des Vertrages mit Chrysler verkaufte Ghia die Werkzeuge an das spanische Unternehmen Barreiros, das die Fertigung langer Chrysler-Limousinen mit Ghia-Knowhow für zwei Jahre fortsetzte.

#### Dual-Ghia

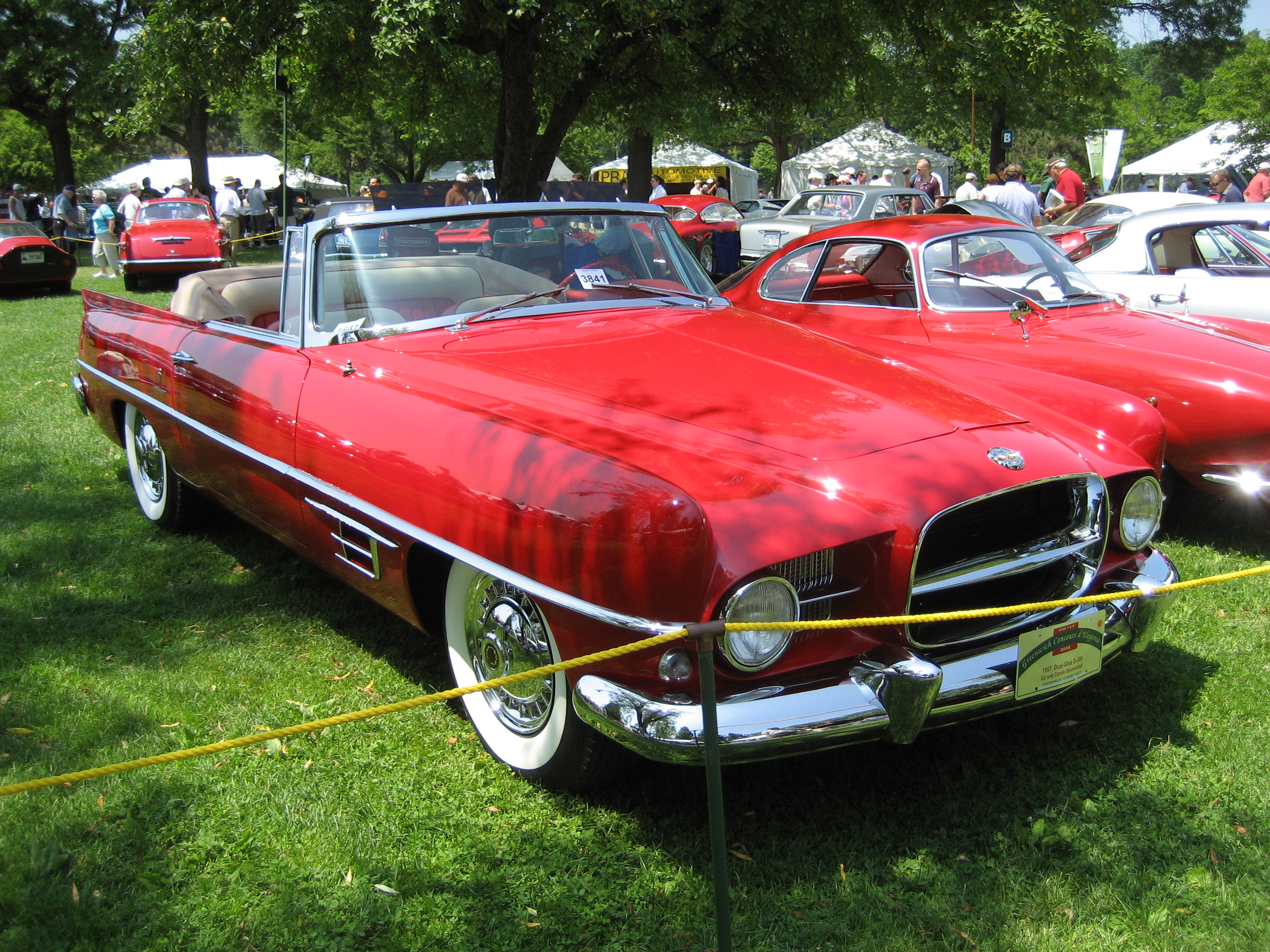
Dual-Ghia (1957)

Als mittelbare Folge der Arbeit für Chrysler ergab sich eine Geschäftsbeziehung zum US-amerikanischen Lastwagenhersteller Dual Motors. Dual hatte 1954 die Rechte an dem von Virgil Exner entworfenen und bei Ghia hergestellten Dream Car Dodge Firearrow IV erworben und ließ das Modell mit geringen Modifikationen unter Verwendung von Dodge-Technik bei Ghia in Serie fertigen. Bis 1958 entstanden 102 Cabriolets und zwei Coupés des Dual-Ghia genannten Fahrzeugs. Es wurde über die USA hinaus bekannt durch Billy Wilders Spielfilm Küss mich, Dummkopf, in dem es dem Hauptdarsteller Dean Martin zugeordnet ist; das im Film verwendete Auto war Martins Privatwagen. Eine zweite, ähnlich konzipierte Serie namens 6.4L wurde mit veränderter Karosserie von 1961 bis 1963 ebenfalls bei Ghia gebaut. Von dieser Reihe entstanden nur 26 Fahrzeuge. Das Modell wurde auch in Deutschland angeboten; sein Kaufpreis betrug 60.000 DM.
Eugene „Gene“ Casaroll, der Inhaber von Dual Motors und Initiator des Dual-Ghia, bemühte sich später um die Wiederbelebung der Marke Duesenberg. Ein zu diesem Zweck von Virgil Exner entworfener Prototyp des Duesenberg Model D wurde 1965 ebenfalls bei Ghia aufgebaut.

### Ghia und Fiat

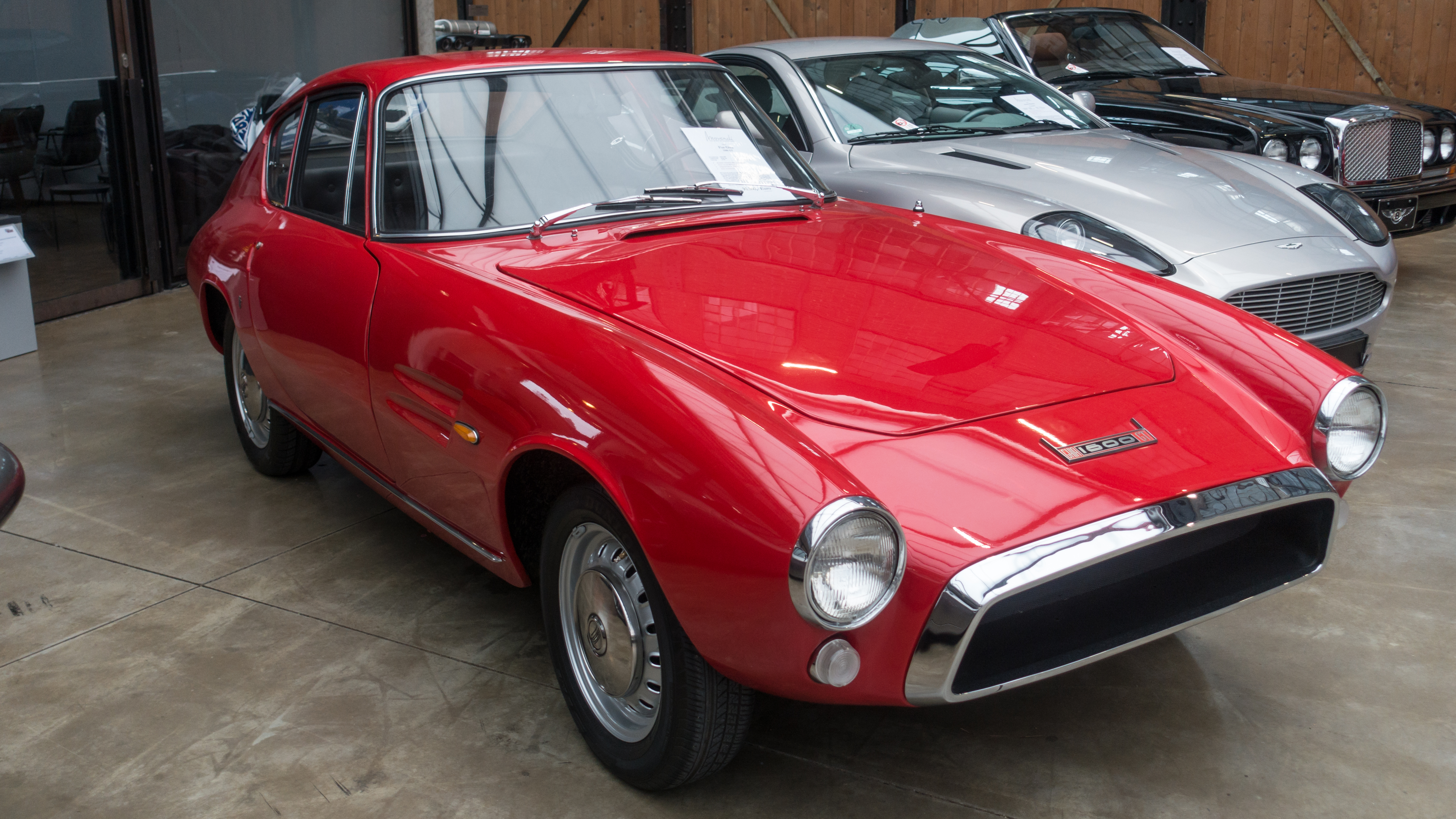
Fiat 1500 GT

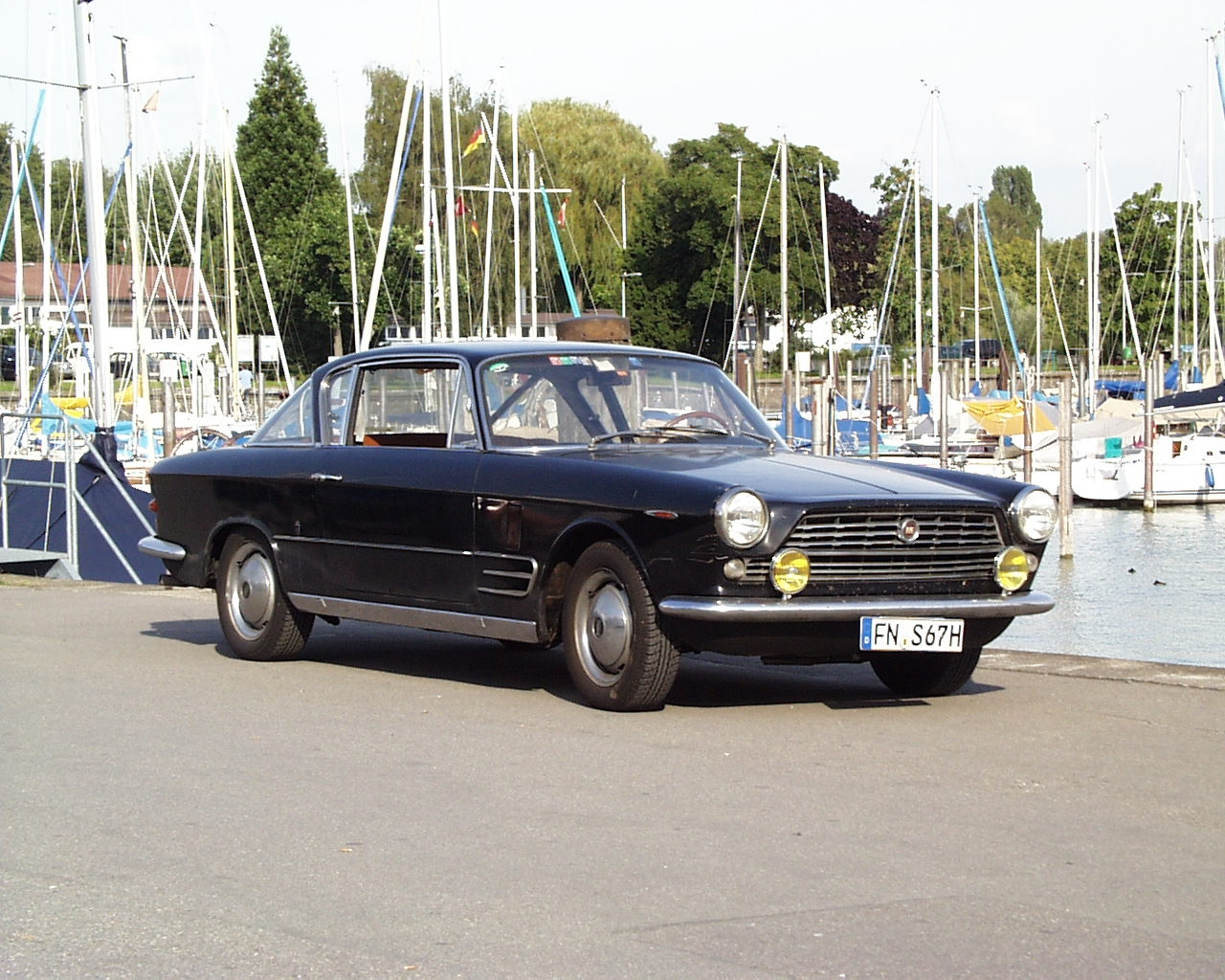
Von Ghia entworfen, aber von OSI gebaut: Fiat 2300 Coupé

Parallel zu den Projekten mit Chrysler entwickelte Ghia seit den späten 1950er-Jahren regelmäßig sportliche oder luxuriöse Fahrzeuge mit Fiat-Technik, die vielfach in Kleinserie gefertigt und teilweise unter Ghias eigenem Namen vermarktet wurden. Eines der ersten Modelle auf Fiat-Basis war der Fiat 1500 GT (später: Ghia 1500 GT, in den USA: Krim-Ghia), ein als Baby-Ferrari bezeichneter Sportwagen mit Fließheckkarosserie mit der Technik des Fiat 1500 und einem bei Abarth getunten Vierzylindermotor, von dem zwischen 1962 und 1966 etwa 300 Exemplare gefertigt wurden.
Daneben gestaltete Ghia auch Sonderversionen des größeren Fiat 2300. Dazu gehörte vor allem das 2300 Coupé mit Stufenheck – der „Ferrari des kleinen Mannes“ –, das die Markenbezeichnung Fiat trug und regulär über Fiat-Händler vertrieben wurde. Die Fertigung dieses Modells, von dem insgesamt über 3500 Exemplare entstanden, erfolgte aus Kapazitätsgründen nicht bei Ghia, sondern beim Konkurrenten OSI, dessen Produktionsanlagen auf größere Stückzahlen ausgelegt waren. Weitere Sonderversionen waren das Fließheckcoupé 2300 Club mit großer, oben angeschlagener Heckklappe sowie das Cabriolet 2300 S, die jeweils in Kleinserie bei Ghia gefertigt wurden, In lediglich vier Exemplaren fertigte Ghia schließlich den unter eigenem Markennamen vertriebenen Ghia 230 S, dessen gänzlich eigenständige Karosserie keinen Bezug zum werksseitigen 2300 hatte.

### Ghia und Giorgetto Giugiaro

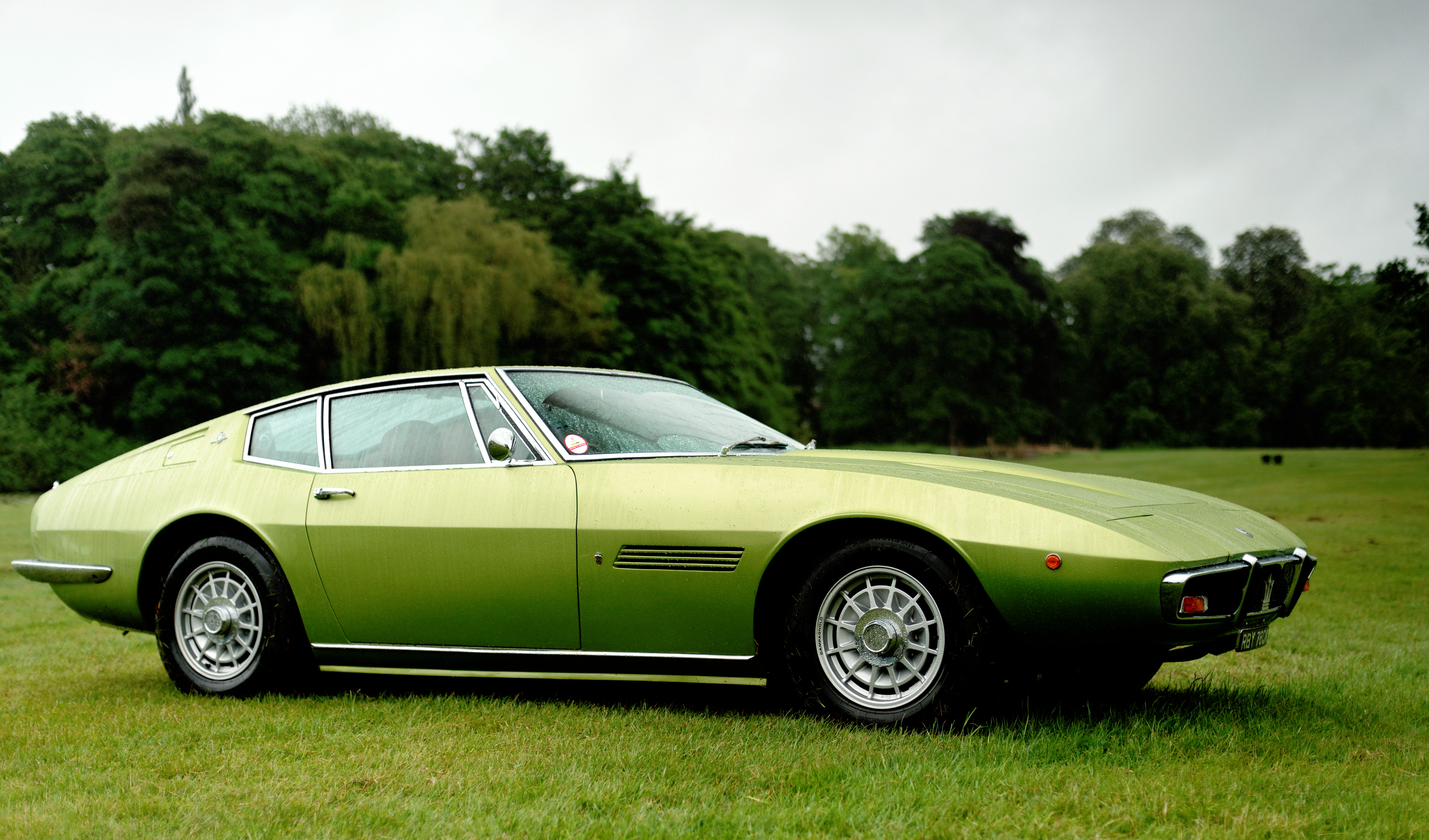
Maserati Ghibli

Im Dezember 1965 wurde Giorgetto Giugiaro, der zuvor für Bertone gearbeitet hatte, Ghias Chefdesigner. Innerhalb kurzer Zeit entwickelte Giugiaro Studien für Volkswagen und Isuzu, später auch das in Serie gefertigte Sportcoupé Isuzu 117. Für De Tomaso gestaltete er den Prototyp Pampero – eine offene Version des Vallelunga – sowie den Mangusta, De Tomasos ersten Mittelmotorsportwagen mit amerikanischer Motorisierung. Giugiaros Aufsehen erregendste Arbeit für Ghia war allerdings der in einer Zeit von nur drei Monaten realisierte Entwurf des Maserati Ghibli. Der Ghibli, der auf einer Studie basierte, die Ghia bereits 1964 auf dem Turiner Autosalon ausgestellt hatte, wurde bei der Präsentation 1966 weitgehend gelobt und gilt noch 50 Jahre nach dem Debüt als einer der schönsten Sportwagen. Giugiaro hält den Ghibli noch heute für seine schönste Kreation. Giugiaro verließ Ghia nach Meinungsverschiedenheiten mit dem neuen Eigentümer Alejandro De Tomaso, und gründete kurz darauf sein eigenes Designstudio ItalDesign. Sein Nachfolger bei Ghia wurde der US-Amerikaner Tom Tjaarda.

### De Tomaso
Alejandro de Tomaso hatte die Geschicke des Unternehmens 1968 übernommen. Dabei war ihm Rowan Industries behilflich, ein US-amerikanisches Erdölförderunternehmern mit Sitz in New Jersey.
Während dieser Phase entstand unter anderem der De Tomaso Pantera.
Chrysler hatte 1965 den lukrativen Vertrag über den Bau der Crown Imperial Limousinen aufgelöst, weil sich der Konzern angeblich aus diesem Marktsegment zurückziehen wollte. In die Bresche sprang zunächst das spanische Unternehmen Barreiros und ab 1968 Stageway Coaches in Fort Smith (Arkansas), wo noch bis 1971 und unter Kooperation mit Chrysler solche Fahrzeuge entstanden sind. Darüber hinaus bot Imperial ein Mobile Executive-Ausstattungspaket an, das den Crown Imperial zum fahrbaren Büro machte und viele Elemente der Ghia-Imperial enthielt. Die Anfrage von Rowan Industries betreffend den Bau einer Chauffeur-Limousine auf Checker Marathon-Basis dürfte dem verärgerten de Tomaso vor diesem Hintergrund also gelegen gewesen sein. Rowan plante eine Expansion ins Limousinengeschäft und wollte die Möglichkeiten dazu ausloten. Bei Ghia wurden Tjaarda und Giugiaro mit dem Projekt beauftragt. Angedacht war ein Konkurrenzprodukt zum Cadillac Series 75 und den bei Lehmann-Peterson gebauten Stretch-Versionen des Lincoln Continental. Das Fahrzeug erhielt den Namen Centurion und stellte eine moderne Interpretation der Chauffeur-Limousine dar. Traditionell war die Aufteilung des Innenraums mit Trennscheibe, Ledersitzen für den Fahrer und hochwertigen Stoffbezügen für die Passagiere. Der Motorjournalist David Burgess-Wise merkte zum Fahrzeug an, dass es für Hutträger konzipiert sei und Car and Driver sah gar die italienische Mafia als mögliche Kundschaft. Das Fahrzeug selber war zurückhaltend gezeichnet und weist vor allem im Frontbereich Ähnlichkeiten mit dem Fiat 130 auf. Ghia zeigte den Centurion erstmals am Pariser Automobilsalon 1968 und an der NAIAS 1969; eine Einzelquelle nennt auch die NAIAS 1968. Rowan Industries verfolgte die Idee nicht weiter und Morris Markin von Checker Motors war nicht interessiert. So blieb es bei diesem Einzelstück, das noch existiert.

### Ford

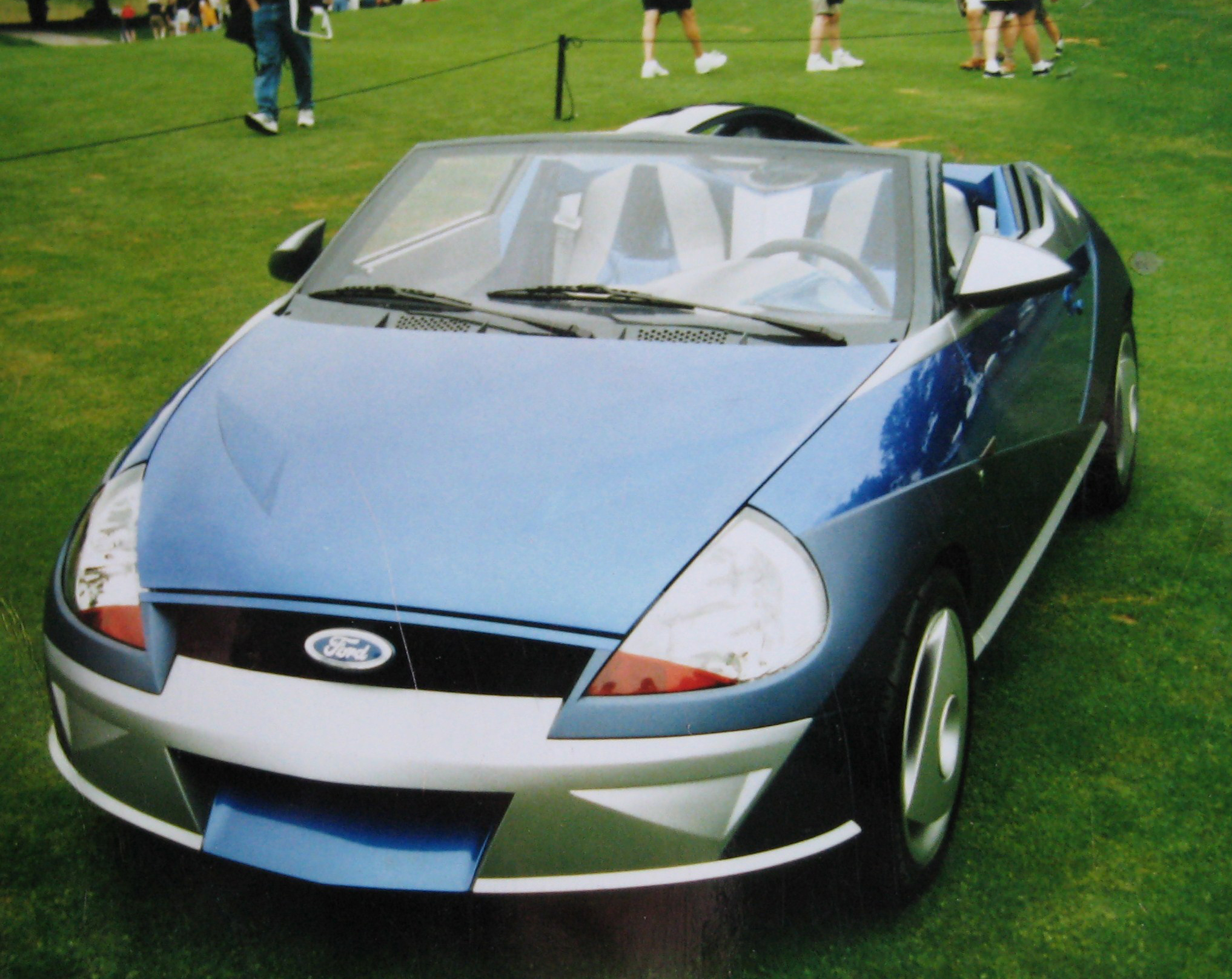
Ghia Saetta

Nachdem De Tomaso seine Anteile 1970 veräußert hatte, wurde Ghia zusammen mit der im gleichen Jahr aufgekauften Carrozzeria Vignale in den Ford-Konzern integriert. Chefdesigner war bis 1977 Tom Tjaarda, was in der Automobilwelt teilweise mit Belustigung wahrgenommen wurde. So wurde kritisiert, dass der amerikanische Ford-Konzern viel Geld für zwei exotische Styling-Unternehmen ausgegeben habe, nur um sie von einem in Detroit geborenen Designer leiten zu lassen. Tjaarda gestaltete zunächst einige weitere Modelle für De Tomaso, darunter die an den Jaguar XJ angelehnte Limousine Deauville, die bis 1988 in Kleinserie gefertigt wurde, sowie die Konzeptfahrzeuge Mustela und Pantera 4. Zum erfolgreichsten Projekt Ghias in der Ford-Ära war die Konzeption des Ford Fiesta, dessen Gestaltung Tjaarda maßgeblich beeinflusste. Ab Ende der 1970er Jahre ließ Ford bei Ghia zahlreiche Studien für die Muttermarke, aber auch für andere zum Konzern gehörende Unternehmen entwerfen. Zu ihnen gehörten der Fiesta Tuareg oder der Ghia Seatta, ein offenes Fahrzeug auf der Basis des Ford Ka. Auch für den britischen Sportwagenhersteller AC entstanden bei Ghia Konzeptfahrzeuge.
Daneben nutzte Ford den Namen Ghia von den 1970er-Jahren bis etwa 2010 auf nahezu allen Märkten als Bezeichnung für besonders hochwertige Ausstattungsversionen seiner Serienmodelle.

## Galerie

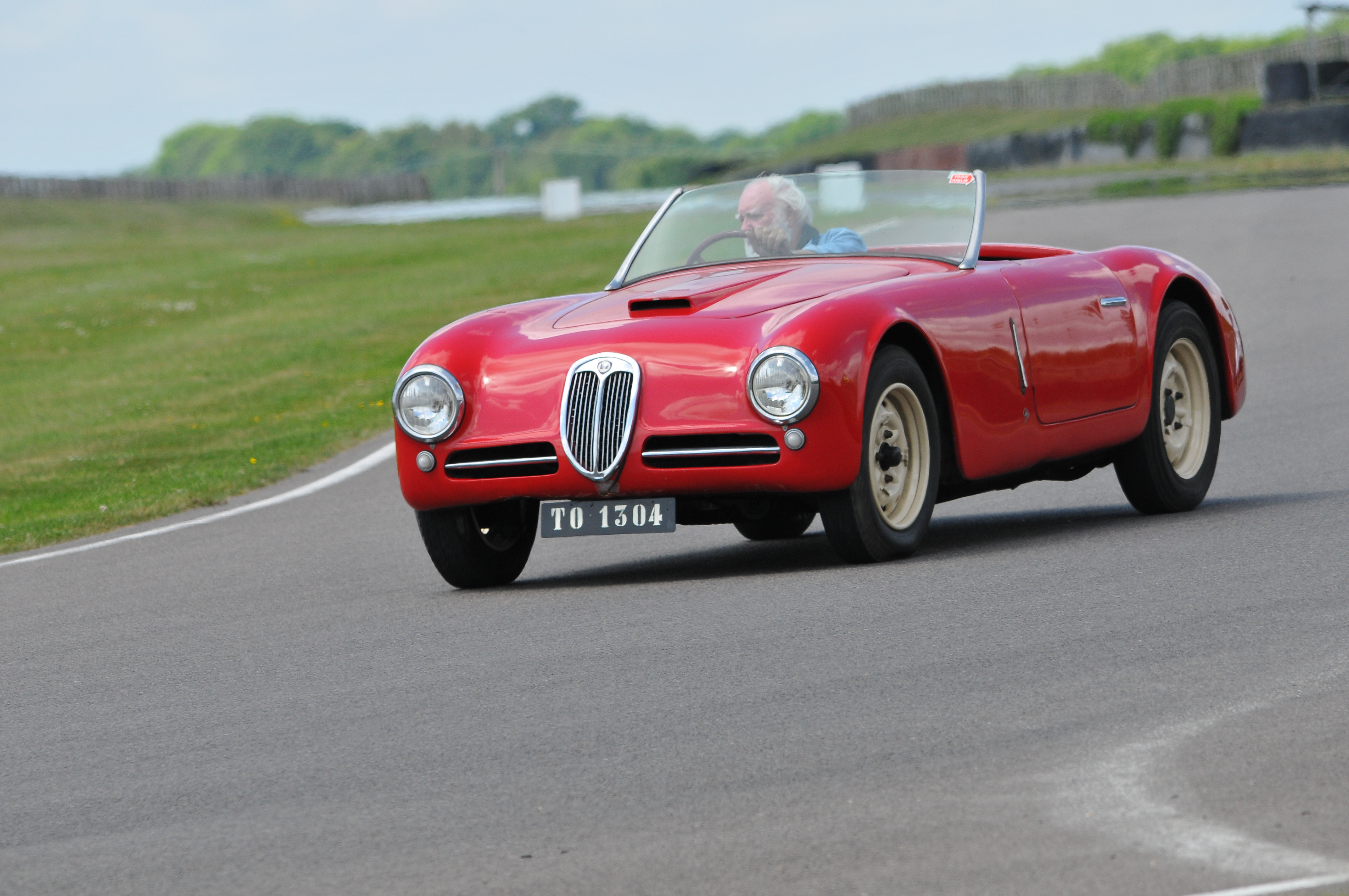
Lancia Aprilia
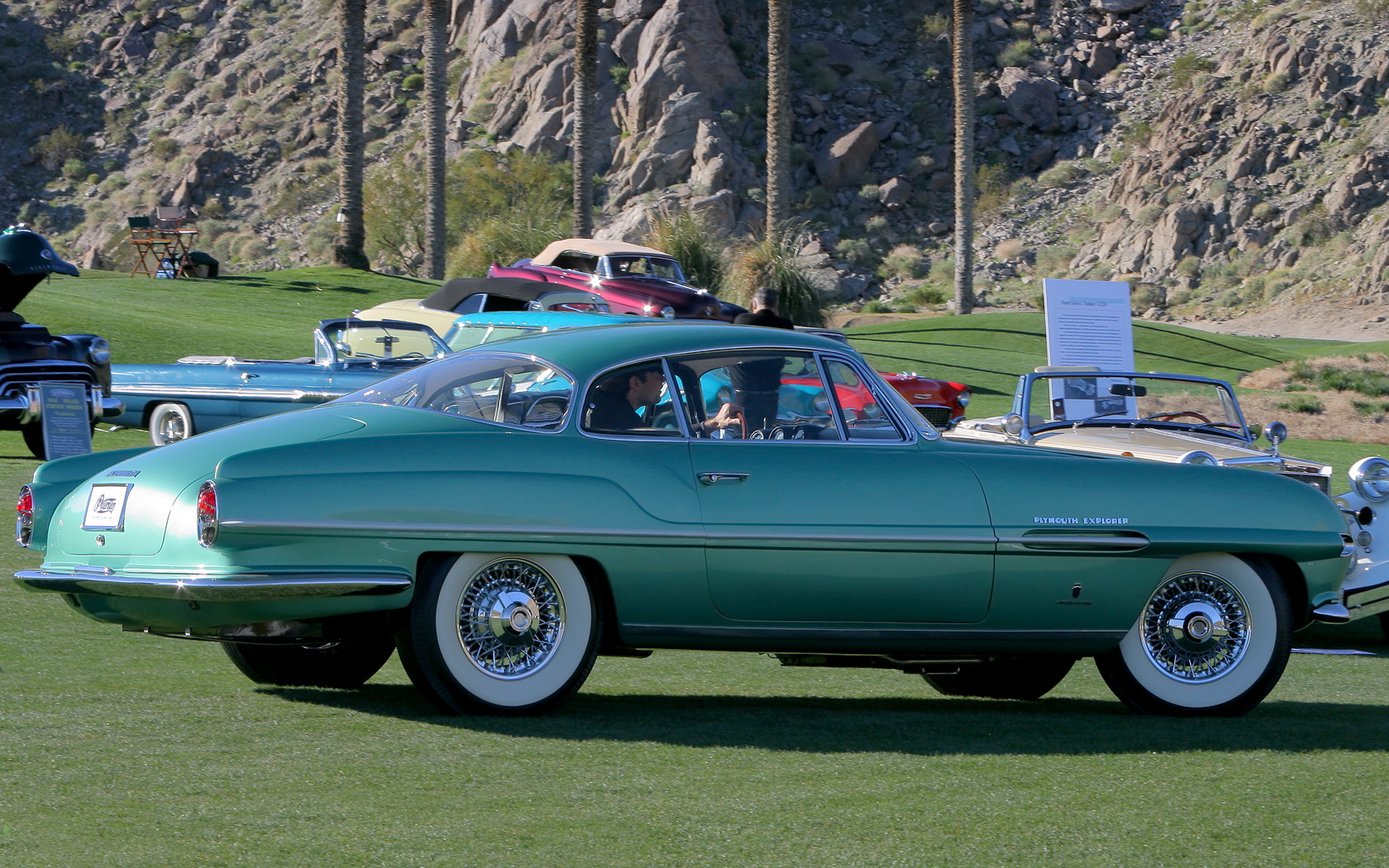
Plymouth Explorer
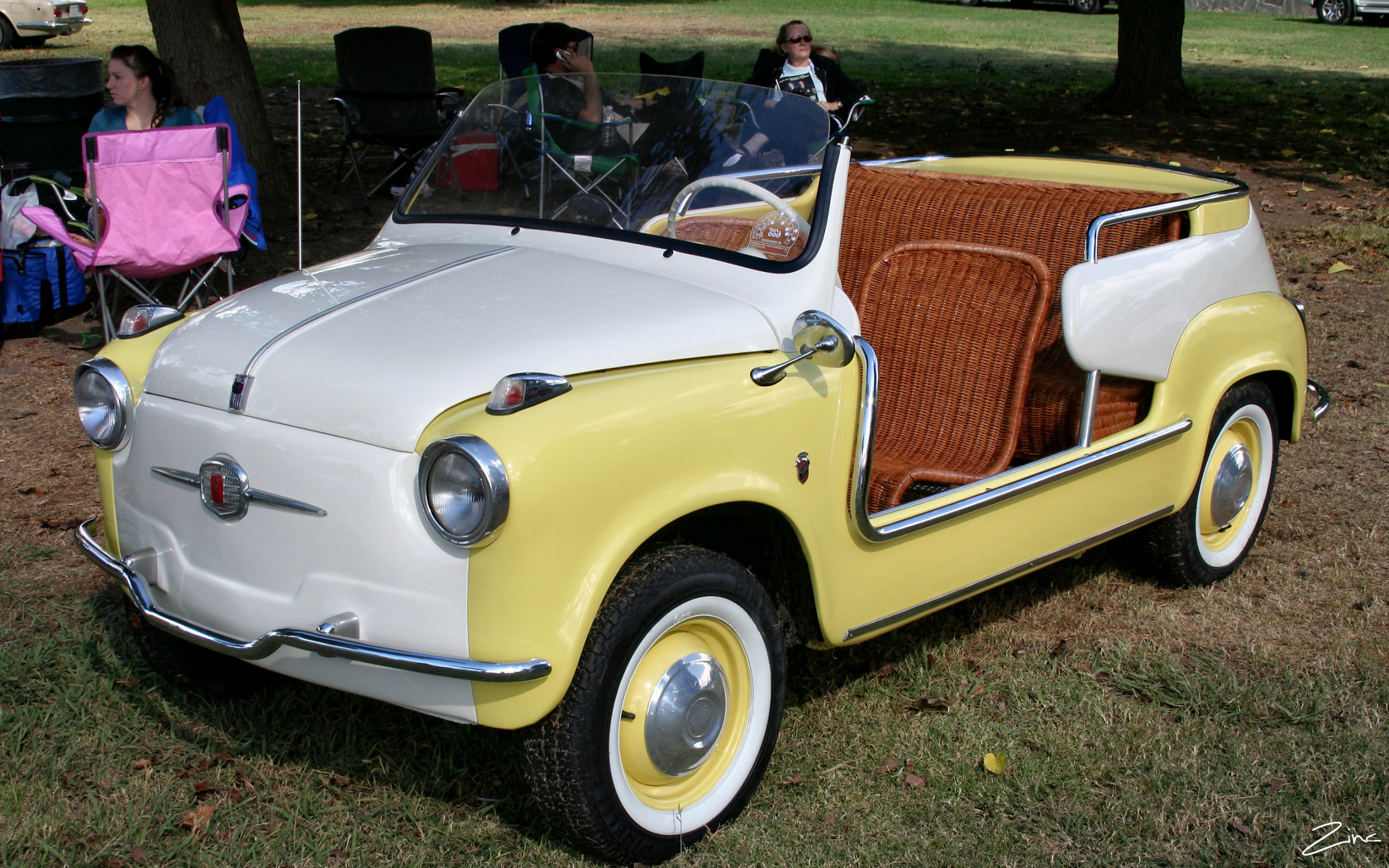
Fiat 600 Jolly (1959)
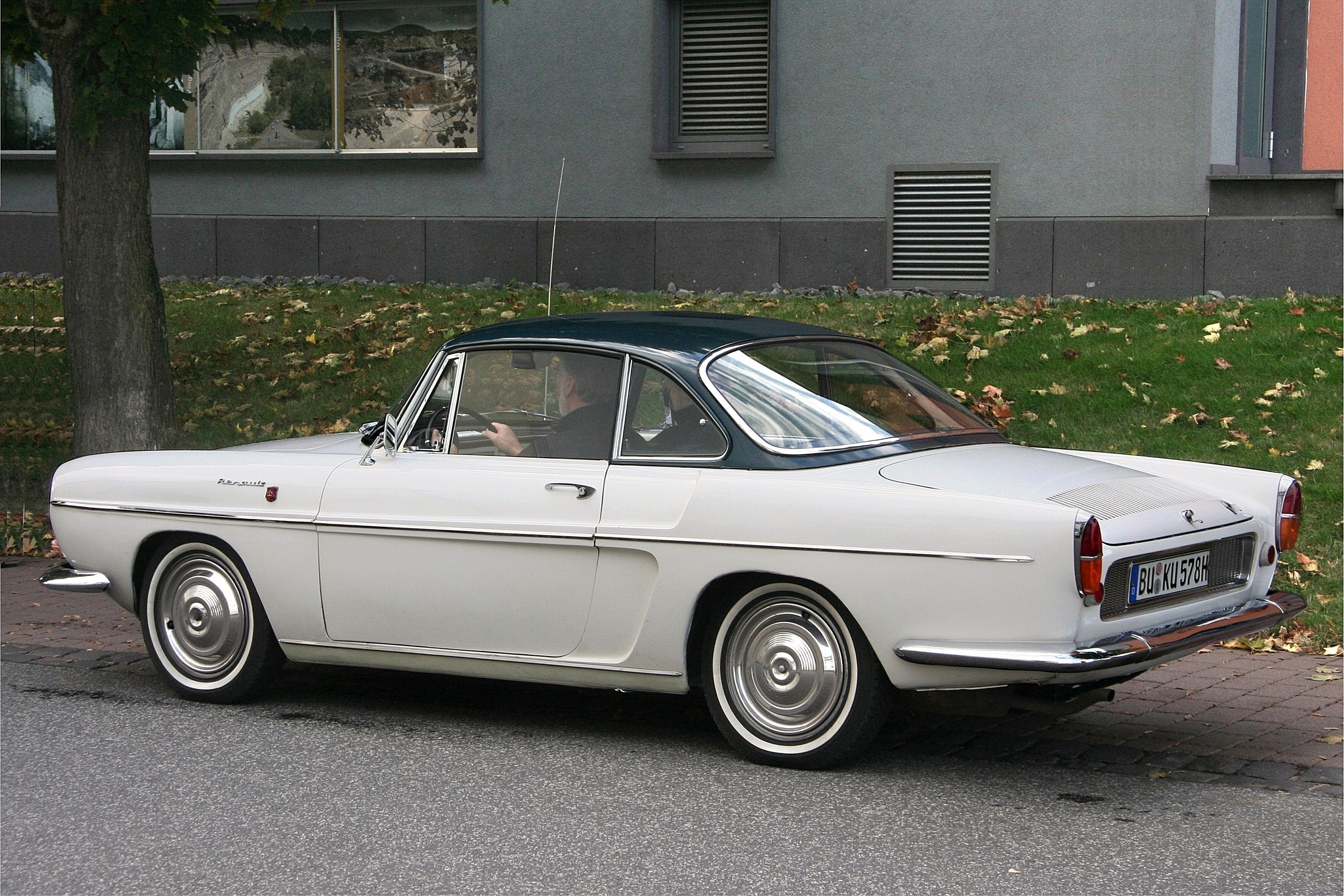
Renault Floride: Karosserie von Ghia oder Frua?
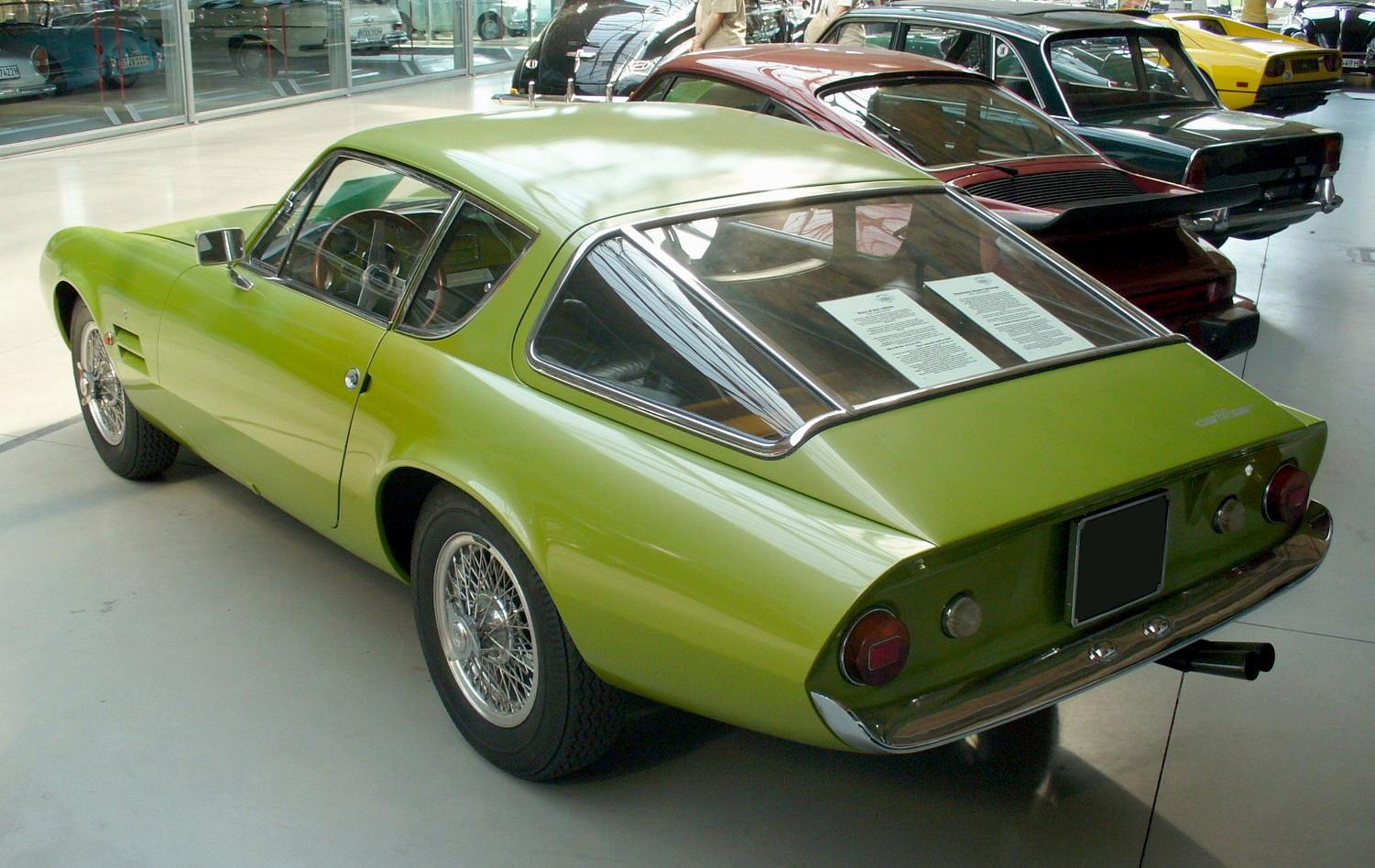
Ghia 230 S (1963)
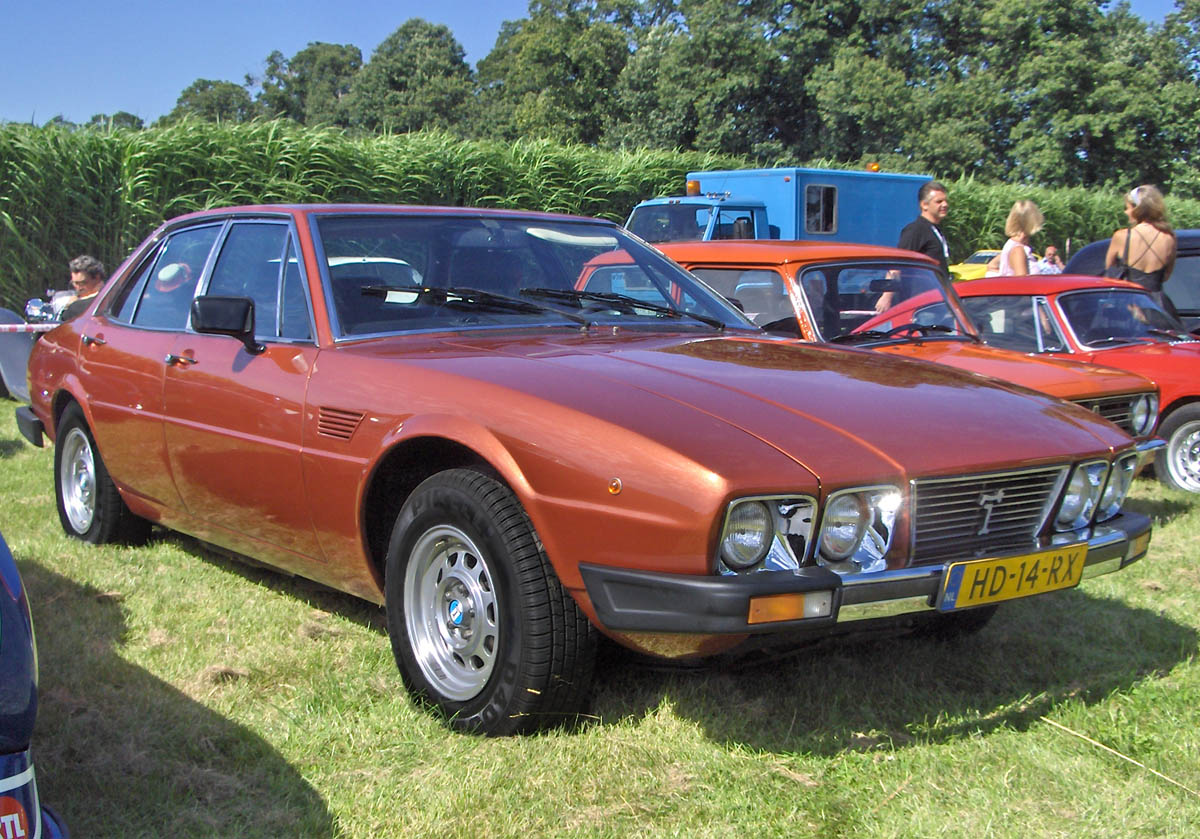
De Tomaso Deauville (1971)